# Стейсі Сикора
Стейсі Сикора  (англ. Stacy Sykora, 24 червня 1977) — американська волейболістка, ліберо. Олімпійська медалістка.

## Виступи на Олімпіадах
| Олімпіада   | Дисципліна | Місце |
| ----------- | ---------- | ----- |
| Сідней 2000 | волейбол   | 4     |
| Афіни 2004  | волейбол   | =5    |
| Пекін 2008  | волейбол   | 2     |

## Особисте життя
У 2012 році Сикора зізналася, що є лесбійкою, в інтерв'ю італійському волейбольному журналу Pallavoliamo, зокрема сказавши: «У мене є дівчина, і я щаслива з нею зараз… Я щаслива, і це найважливіше».